# Родаль, Леон
Леон Родаль, также Арье-Лейб Родаль (29 января 1913, Кельце — 6 мая 1943, Варшава) — польский журналист, активист партии сионистов-ревизионистов, соучредитель и один из руководителей Еврейского воинского союза. Участвовал и погиб в восстании в варшавском гетто.

## Биография
До войны был журналистом выходивших на идише газет Момент и Ди тат. Был активистом правой сионистской партии сионистов-ревизионистов.
После начала войны оказался в варшавском гетто, где в 1942 году был одним из соучредителей и руководителей Еврейского Военного Сюза  «ŻZW». В Союзе отвечал за департамент информации, которую он подготавливал, печатал и формировал газеты, бюллетени, плакаты и вел перехват по радио. В первые дни восстания в варшавском гетто боролся на Мурановской площади, защищая штаб-квартиру  «ŻZW», расположенную в здании на Мурановской улице 7/9. Во время битвы, вместе с командующим военным  «ŻZW» Павлом Френклем, прорвал круг повстанческих позиций, подойдя к позиции сотруднических украинских формаций, напал на них, застав врасплох.
25 апреля 1943, после падения обороны Мураноской площади, Родаль вместе с отрядом во главе с Френклем выбрался из гетто через подкоп. Отряд остановился в подготовленной ранее конспиративной квартире на Грибовской улице 11/13. Оттуда подразделения  «ŻZW» выезжали на ночные акции в горящее гетто, пытаясь спасти пленённое там мирное население. Первой такой акцией командовал Леон Родаль, который 5 мая 1943 вывел из гетто группу мирных жителей. На следующий день отряд Родаля отправился, чтобы вывести оставшуюся часть обнаруженной группы. На обратном пути отряд попал в засаду и был атакован отрядом СС и польской "синей полицей". Родаль был убит в бою вместе со многими членами его отделения.

## Увековечивание
9 ноября 2017 улица названная ранее в честь Эдварда Фондаминьского в центре города Средместье (Новый Город) в Варшаве получила название улицы Леона Родаля.
В 2023 году Леон Родаль посмертно награждён офицерским крестом ордена Возрождения Польши.